# Бачия
Бачѝя, бачѝло или ма̀ндра е бивша форма на временно сдружение, проста форма на кооперация в традиционното овцевъдство на притежатели на овце и кози за съвместна дейност по отглеждане на дойните животни и преработка на мляко.
Бачиите се организират на оградено място извън селата, където се доят овцете и козите и се прави масло, сирене, извара и други млечни продукти.
До Първата световна война бачиите са разпространени в българските земи и извън тях в райони с развито овцевъдство, като са особено популярни в Северозападна България. С превръщането на голяма част от пасищата в обработваеми земи, както и с колективизацията на голяма част от добитъка, бачиите в традиционния им вид изчезват. На някои места под името бачия се запазва форма на сдружаване, при която собствениците събират животните си в общо стадо и се редуват да го пасат по определен брой дни в годината.

## Организация
Бачиите се организират от притежателите на дойни животни с цел по-пълното оползотворяване на млякото на овцете и козите. В тях преработката на млякото се организира по-рационално, като отделните стопани се редуват в грижата си за общото стадо или заплащат в пари или в натура на специално наети хора. Бачиите се основават на принципите на доброволност и взаимоизгода.
Както пише Йордан Захариев през 1918 година,
| „ | Оособена изгода в бачията имат по-сиромасите. С 3 – 4 овци или кози такъв човек не би могъл нито сирене да подсири, нито масло да направи. А като влезе в бачията, отведнъж ще вземе 50 – 60 оки млеко и в един ден ще се разправи с неговото превръщане в сирене и масло. | “ |

На някои места бачиите се организират само за обработка на млякото, като животните не се събират в общо стадо – в торлашките села от двете страни на Западна Стара планина тази форма се нарича салаш, а отделните стада – пояти.
Най-често бачиите се образуват в края на май или началото на юни, като дойните овце или кози на различните стопани се отлъчват от своите малки и се събират заедно. В района на Бурела са се събирали на празника Еремия (1 май). Димитър Маринов пише, че в Северозападна България бачиите започват на Петровден с изключение на планинските села около Чупрене, където започват шест седмици след Гергьовден, т.е. около 25 дни по-рано. Според Боривое Милоевич бачиите в Церйе, Мала Преспа траят от 23 май до 20 юли. В тях се включват овцете и козите на цялото село.
През първия ден след отделянето стадата обикновено се пасат в най-добрите пасища, за да събере колкото се може повече мляко. След това те се доят до няколко пъти и избрани мерачи претеглят събраното от всеки стопанин мляко. По-късно готовата продукция се разпределя според съотношението на издоеното през този ден мляко от различните стопани. Освен чрез пробно издояване разпределението на продукцията между участниците в бачията може да се определя и от броя на животните.
Участниците в бачията избират бач, специално лице, което се занимава с преработката на млякото и урежда вазимоотношенията между пастирите и собствениците на дойните животни. Освен уменията, свързани с преработката на мляко, бачът разбира и от народна медицина и лекува болните животни. Обикновено на него му се заплаща с пари и/или с мляко. Работата на бачията може да се ръководи от кехая (кяя, кия).
Често пръв взима продукция стопанинът, който участва с най-много овце или чиито животни са дали най-много мляко на пробното доене. В някои случаи бачилата продавали свободно сирене, извара, масло.
Бачиите прекратяват дейността си по различно време на различни места – от началото на юли до средата на септември. В Бурела през първата половина на ХХ век бачиите са се прекратявали на Голяма Богородица, като се е правил овченѝк – сварено и подсолено гъсто овче мляко, приемано за деликатес.. В Северозападна България бачиите действат до Петковден, който е отбелязван като втори овчарски празник, наред с Гергьовден.
Местата, на които се организират бачиите, обикновено са ниви, които, след като бъдат наторени, се сменят. В някои случаи стопаните плащат, за да се установи бачията на техни ниви.

## Терминология
- Бачия – бачѝло или ба̀чило, ма̀ндра, бучѝло (Черешница, Костурско), тор (Пирдопско, Косинец, Костурско)[11]
- Място, където се отделят овцете – бачѝще, бачиище или бачевище (Кюстендилско Краище[2]).
- Ден на пробното доене – прѐмус, премуз или премузване (Кюстендилско Краище[2]), премлаз (Царибродско[12], Бурел[3], Лужница[13]).
- Лице, което обработва млекото – бач.
- Помощници-овчари – изгинячѐ (Кюстендилско Краище[2]), изкарува̀чи (Висок[14])
- Оградено място, където се доят овцете по време на бачило – о̀дър (Костурско и Леринско[15]), егрѐк, заго̀н (Чупрене[16]).
- Колиба, в която се подсирва млякото и спи бачът – кома̀р (Кюстендилско Краище[2])

## Поговорки
- Зло куче бачия държи[17]
- Свил се като куче на бачия[17]
- В някои говори преносният смисъл на „бачия“ е на сигурен източник на доходи – „Такава бачѝа никъде нема да намериш“ (Радовене, Врачанско[18])
- Една овца не бива бачия (Македония)